# Cold Kirby
Cold Kirby is een civil parish in het bestuurlijke gebied Ryedale, in het Engelse graafschap North Yorkshire. Het ligt in de North York Moors, een Brits Nationaal park. In 2001 telde het dorp 91 inwoners. De imposante ruïnes van de abdij van Rievaulx bevinden zich op circa 4,5 km van het dorpje.